# Роль случайности в научных открытиях
Роль случая в науке охватывает способы, которыми делаются неожиданные открытия.
Психологи связывают случайные открытия с понятием серендипности. По оценкам психолога Кевина Данбара и его коллег, от 30 % до 50 % всех научных открытий в той или иной степени случайны (см. примеры ниже).
По мнению Луи Пастера, «случай благоволит только подготовленному уму».  Интуитивные прозрения играют важную роль в научном методе.

## Подготовка к открытиям

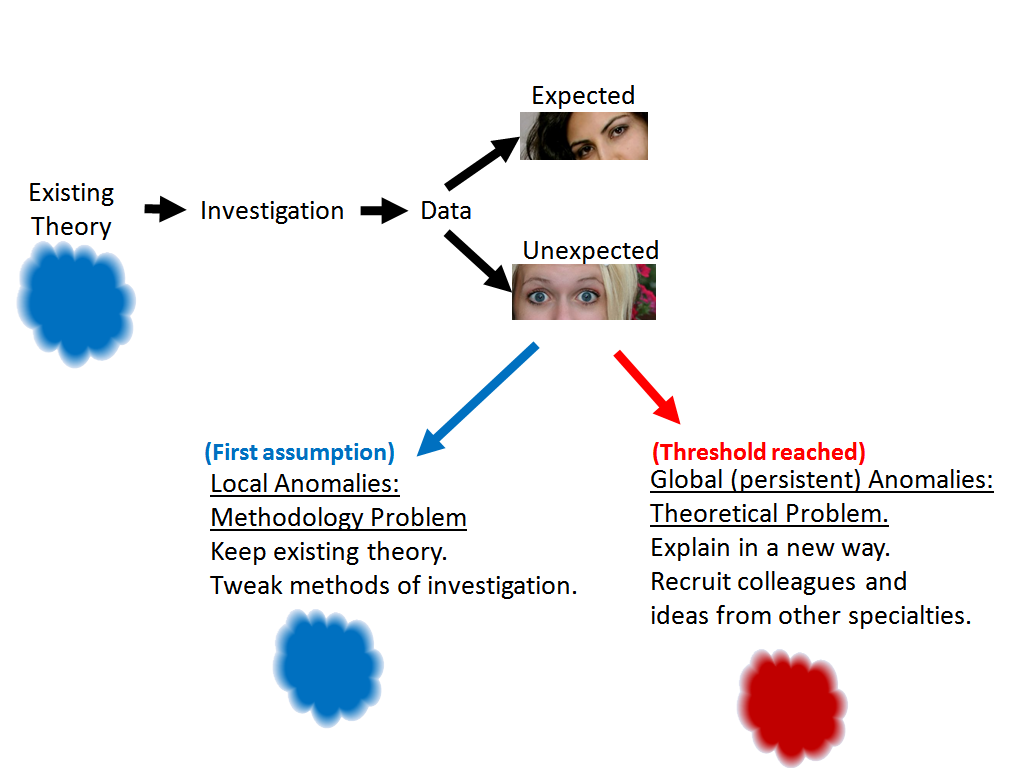
Модель, основанная на работе Кевина Данбара и Джонатана Фугельсанга. Первый шаг к открытию — осознать, что результат неожиданный

Случайные открытия были предметом обсуждения начиная с XX века. Психологи Кевин Данбар и Джонатан Фугельсанг считают, что от 33 % до 50 % всех научных открытий являются неожиданными. Это помогает объяснить, почему ученые часто называют свои открытия «счастливыми», хотя сами ученые могут быть не в состоянии точно определить, какую именно роль сыграла удача (см. Также иллюзию самоанализа ). Данбар и Фугельсанг считают, что научные открытия являются результатом тщательно подготовленных экспериментов, а также «подготовленных умов».
Американский специалист по неопределенности Нассим Талеб считает, что наука действительно может использовать хаос реального мира и извлекать из него пользу. И, несмотря на то, что некоторые методы исследования очень сильно зависят от человеческих ошибок при их выполнении, и разных случайностях, научный метод всё равно во многом опирается на выявлении случайностей. Согласно М. К. Стоскопфу, именно таким образом интуитивная прозорливость часто является «основой для важных интеллектуальных скачков понимания» в науке.
Данбар и Фугельсанг предполагают, что процесс открытия часто начинается, когда исследователь обнаруживает ошибки в своем эксперименте. Обычно такие неожиданные результаты заставляют исследователя искать ошибки в проведении эксперимента и пытаться исправить то, что, по его мнению, является ошибкой в его собственной методологии. Первая реакция — объяснить ошибку, используя локальные гипотезы (например, аналогии, типичные для данной дисциплины). Этот процесс также является локальным в том смысле, что ученый относительно независим от других учёных. В конце концов, исследователь решает, что ошибка слишком постоянна и систематична, чтобы быть простым совпадением. Исследователь перестаёт считать, что это ошибка в эксперименте, и используемые методы исследования становятся более широкими: исследователь начинает думать о теоретических объяснениях ошибки. Строго контролируемые аспекты научного метода, в том числе социальные, делают его подходящим для выявления постоянных систематических ошибок.
Альберт Хофманн, швейцарский химик, случайно открывший психоделические свойства ЛСД,  писал:

Мое открытие LSD действительно было случайным. Однако оно опиралось на плановые эксперименты, проводившиеся в рамках систематического фармацевтического и химического исследования. Поэтому вернее назвать это открытие проявлением серендипности. 
Оригинальный текст (англ.)It is true that my discovery of LSD was a chance discovery, but it was the outcome of planned experiments and these experiments took place in the framework of systematic pharmaceutical, chemical research. It could better be described as serendipity.
Данбар и его коллеги ссылаются на открытия Хофмана и других как на случай открытия на основе интуиции. Напротив, разум может быть «подготовлен» способами, которые препятствуют интуиции, делая новые знания трудными или невозможными для восприятия. Психолог Алан А. Баумайстер описывает по крайней мере один такой случай: исследователь Роберт Хит не смог распознать признаки «мозговых цепей удовольствия» (в ядрах перегородки). Когда Хит стимулировал мозг своих пациентов с шизофренией, некоторые из них сообщали о чувстве удовольствия — открытие, которое Хит мог бы исследовать. Хит, однако, был «подготовлен» (на основе предыдущих убеждений) к тому, что пациенты сообщат о настороженности, и когда другие пациенты делали это,  Хит сосредоточил свои исследования именно на сообщениях о настороженности. Хит так и не понял, что увидел что-то неожиданное и необъяснимое.

### Мозг
Исследование методом фМРТ показало, что неожиданные результаты были связаны с определенной активностью мозга. Было обнаружено, что неожиданные результаты активируют префронтальную кору, а также левое полушарие в целом. Это говорит о том, что неожиданные находки привлекают больше внимания, и мозг применяет больше лингвистических, сознательных систем, чтобы объяснить эти находки. Это подтверждает идею о том, что ученые используют определенные способности, которые в той или иной степени существуют у всех людей.
С другой стороны, Данбар и Фугельсанг говорят, что хорошего плана эксперимента (и условий контроля) может быть недостаточно, чтобы исследователь мог должным образом оценить, когда открытие является «неожиданным». Случайные открытия часто требуют от исследователя определенных психических состояний. Например, ученый должен знать все о том, что ожидается,  а для этого требуется опыт в этой области.

## Серендипные открытия
Ройстон Робертс говорит, что различные открытия требовали определенной степени гениальности, но также и некоторого счастливого элемента, чтобы этот гений мог действовать. Ричард Гоган пишет, что случайные открытия являются результатом слияния подготовки, возможности и желания.
Примером удачи в науке является случай, когда изучаемые препараты становятся известными для различных, неожиданных применений. Так было с миноксидилом (антигипертензивным сосудорасширяющим средством, которое, как впоследствии выяснилось, также замедляет выпадение волос и способствует их росту у некоторых людей) и с силденафилом (лекарство от легочной артериальной гипертензии, теперь известное как «Виагра», используемое для лечения эректильной дисфункции).).
Галлюциногенные эффекты диэтиламида лизергиновой кислоты (ЛСД) были обнаружены Альбертом Хофманном, который первоначально работал с этим веществом для лечения мигрени и кровотечения после родов. Хофманн испытал психические искажения и подозревал, что это могло быть следствием действия ЛСД. Он решил проверить эту гипотезу на себе, приняв, как ему казалось, «чрезвычайно малое количество»: 250 микрограммов. Для сравнения, типичная доза ЛСД для рекреационного использования в наши дни составляет 50 мкг. Описание Хофманном того, что он испытал в результате приема такого большого количества ЛСД, рассматривается Ройстоном Робертсом как «один из самых пугающих рассказов в зарегистрированной истории медицины».